# Suisse allemand
Cet article concerne les dialectes alémaniques parlés en Suisse. Pour la partie germanophone de la Suisse, voir Suisse alémanique.
Ne doit pas être confondu avec Allemand standard suisse.
Pour les articles homonymes, voir GSW.
 (septembre 2016).
Le suisse allemand (autonymes : Schwi(i)zerdü(ü)tsch, Schwy(y)zerdütsch, Schweizerdeutsch) désigne l'ensemble des dialectes alémaniques parlés en Suisse. Ils sont divisés en trois principaux groupes : le bas alémanique (en), parlé dans la région de Bâle et dans le nord-est du canton de Saint-Gall, le haut alémanique, parlé sur le Plateau suisse, et l'alémanique supérieur (en), parlé dans les Alpes suisses. Généralement, le terme comprend aussi les dialectes du Liechtenstein ainsi que le sud-bavarois, parlé dans la commune de Samnaun, bien que ce dernier ne fasse pas partie du groupe alémanique. 
Les dialectes suisses-allemands sont étroitement apparentés à l'alsacien (plus particulièrement du Sundgau, et à l'exception des régions de Wissembourg et de Sarre-Union, de dialecte francique), aux dialectes de la région sud-ouest de l'Allemagne, dont le souabe, aux dialectes du Vorarlberg autrichien et à ceux des villages walsers des Alpes italiennes.

## Variation et distribution

L'aire de diffusion traditionnelle des signes dialectaux d'allemand supérieur occidental (alémanique) aux.

Les dialectes suisses-allemands présentent entre eux des différences phonologiques, lexicales et syntaxiques marquées. Le fort cloisonnement topographique de la Suisse et la mobilité relativement limitée de la population jusqu'au début du XXe siècle ont favorisé la différenciation dialectale. Toutefois, l'intercompréhension entre locuteurs de dialectes alémaniques différents est le plus souvent possible, à l'exception de variétés périphériques particulièrement archaïques comme le dialecte haut-valaisan (Wallisertitsch). En revanche, les dialectes suisses-allemands sont difficilement compréhensibles par la plupart des germanophones d'Allemagne ou d'Autriche ; quand on maîtrise une variation de l'alémanique parlée dans ces deux pays, il est néanmoins possible de comprendre plus ou moins un Suisse du nord, tandis que les dialectes du sud sont plus différents et leur compréhension demande de l'exercice. En même temps, un Suisse maîtrisant le suisse allemand comprend normalement plus ou moins les dialectes alémaniques des autres pays.
Les dialectes suisses-allemands se divisent, du nord au sud, en trois groupes : bas alémanique (en), haut alémanique et alémanique supérieur (en).

### Bas alémanique
En Suisse, ce groupe est représenté par le dialecte traditionnel de la ville de Bâle (Baslerdytsch), bien que cette variante soit supplantée presque totalement par un dialecte plus contemporain (Baslerdütsch) ayant subi une forte influence du haut alémanique. En dehors des frontières helvétiques, les dialectes alsaciens, en France, et la plupart des dialectes de l'ancien Pays de Bade, en Allemagne, en font également partie. Tous ces dialectes se caractérisent notamment par le maintien du /k/ initial (par exemple dans Kind, « enfant »), devenu /kx/ puis /x/ (écrit ch, Chind) en haut alémanique et en alémanique supérieur, où la seconde mutation consonantique a été plus poussée.

### Haut alémanique
Ce groupe comprend la majorité des dialectes parlés sur le Plateau suisse, ainsi que ceux de la principauté de Liechtenstein (liechtensteinois). Les dialectes du land autrichien du Vorarlberg, ceux de l'extrême sud de l'ancien Pays de Bade et celui sud-alsacien du Sundgau en font aussi partie. Le groupe se subdivise en dialectes orientaux (zurichois, saint-gallois et appenzellois notamment) et occidentaux (bernois notamment).

### Alémanique supérieur
Les dialectes valaisans (Wallisertitsch), singinois (Seyslerdütsch, canton de Fribourg), ceux de l'Oberland bernois et d'une partie de la Suisse centrale (canton d'Uri et d'Unterwald, notamment), ainsi que ceux des villages fondés par les Walser au Moyen Âge dans les Alpes italiennes, tessinoises (Bosco/Gurin) et grisonnes ont conservé de nombreux traits archaïques.

## Usage
Contrairement à la plupart des dialectes d'Europe, les dialectes suisses-allemands sont, aujourd'hui encore, parlés par toutes les couches de la population, aussi bien dans les campagnes que dans les grands centres urbains, et dans tous les contextes de la vie quotidienne. L'usage du dialecte n'est jamais perçu comme un signe d'infériorité sociale ou de formation scolaire insuffisante. 
L'emploi de l'allemand standard (Hochdeutsch) se cantonne pour l'essentiel à la communication écrite, qu'elle soit formelle (journaux, livres) ou informelle (correspondance privée). C'est pourquoi cette langue est généralement appelée Schriftdeutsch (« allemand écrit ») en Suisse alémanique. Cependant, surtout les plus jeunes utilisent aussi le dialecte dans des situations privées, comme des SMS, des e-mails, des cartes postales etc. Pourtant, il n'y a pas de langue standard ni d'orthographe standardisée. Un certain nombre de mots dialectaux sont en outre admis dans la langue écrite au titre d'helvétismes.
Une telle situation est qualifiée de diglossie « codique » ou « médiale », le dialecte étant la langue parlée, l'allemand standard la langue écrite. On observe le même phénomène par exemple dans les pays arabes, où on parle le dialecte national à l'oral, mais on a recours à l'arabe littéral à l'écrit. 
À l'oral, l'allemand standard se limite à certaines situations à caractère formel, par exemple dans les discours, à l'école, dans les parlements multilingues (Assemblée fédérale ou parlements de cantons bilingues), dans les principaux magazines d'information radiotélévisés (mais le dialecte prédomine largement dans les autres émissions), ou en présence d'étrangers s'exprimant en allemand standard.

## Intercompréhension linguistique
La plupart des dialectes suisses-allemands sont souvent difficilement compréhensibles de prime abord par un locuteur germanophone d'Allemagne ou d'Autriche non limitrophe. La même difficulté de compréhension immédiate se pose pour les personnes ayant suivi une scolarité en Suisse romande ou italienne et appris l'allemand standard (Hochdeutsch). Cependant, la compréhension passive est fréquente dans les zones de contact interlinguistiques (Jura bernois, Seeland, Singine, Valais).
Un Suisse alémanique ayant une connaissance scolaire du français n'aura pas trop de mal à suivre une conversation informelle entre Romands et à y participer ; l'inverse est bien plus difficile. En règle générale, en présence d'un Romand, les Suisses alémaniques pratiqueront soit le Hochdeutsch, soit le français ou l'anglais.[réf. nécessaire]
Les italophones sont proportionnellement plus ouverts aux dialectes alémaniques[réf. nécessaire][pas clair], du fait que ceux-ci sont omniprésents au Tessin et qu'eux-mêmes, s'ils ont fait des études, les ont souvent effectuées en Suisse alémanique[réf. nécessaire]. 
Depuis de nombreuses années, de grands efforts sont fournis de part et d'autre afin de combler tout possible fossé de compréhension : à la télévision et radio les nouvelles sont données en allemand standard, et bien des politiciens alémaniques se donnent la peine de participer à des émissions romandes.
D’ailleurs, selon Nicole Egger, « La mobilité croissante au cours des dernières années renforce un phénomène de mélange et conduit à l'émergence d'un Dialäkt’gmisch, un mélange et affaiblissement des particularités des différents dialectes ».

## Histoire
Ce sont les Alamans qui ont commencé à introduire la langue germanique à partir de la fin de l'Antiquité. Cette langue s'est peu à peu transformée pour arriver au suisse allemand.

## Caractéristiques linguistiques

### Prononciation
Étant donné que l'allemand standard est enseigné comme langue écrite dans les écoles en Suisse alémanique, le suisse allemand se retranscrit généralement sur la base de l'alphabet allemand. Il n'existe aucune standardisation orthographique pour le suisse allemand ; chacun transcrit son propre dialecte à sa manière. Il existe néanmoins certaines conventions. Les principales différences par rapport à la prononciation de l'allemand standard sont les suivantes :

#### Voyelles
- a = /ɑ/ (entre a et ò, comme le â du français québécois)
- ä = /æ/ ; /ɛ/ (entre a et è ; è)
- y ou ii = /iː/ (i long)
- ie : prononcé séparément = /jɛ/ (fr. yè, contrairement à l’allemand standard où ie est prononcé comme un i long)
- ue ; uä : prononcé séparément = /wɛ/ (fr. wè) ; /wæ/
- üe ; üä : prononcé séparément = /ɥɛ/ (fr. uè)  ; /ɥæ/

#### Consonnes
- ch = /χ/ (comme le j espagnol)
- chs : ch + s = /χs/ (non pas ks comme en allemand)
- k : généralement k + ch =  /kχ/ (le k a suivi l’évolution phonétique /k/ > /kχ/ > /χ/. Néanmoins on trouve toujours les trois prononciations.)
- Les occlusives sonores b, d, g sont souvent assourdies en p, t, k.
- g = /ɡ/ ou /k/, mais jamais /ç/ comme en allemand.
- gg = k (non aspiré, pas comme en allemand)
- r : roulé dans la majorité des régions (/r/), prononcé comme en français entre autres à Bâle et St-Gall (/ʁ/). Dans tous les cas, le r se prononce clairement comme une consonne, jamais comme le a en fin de syllabe en allemand.
- s = toujours /s/, jamais /z/.

La lettre eszett (‹ ß ›) n'est pas utilisée, même en Schriftdeutsch (elle est remplacée par ‹ ss ›).
Les mots qui se terminent en -en en allemand standard perdent généralement le -n ; dans certaines régions (plutôt alpines), des -n finaux peuvent disparaître même après des consonnes (par exemple moore au lieu de morn = « demain », vore au lieu de vorne = 
« devant », ou gääre au lieu de gärn = « volontiers »). Par contre, ce n peut réapparaître comme consonne de liaison quand deux voyelles se rencontrent à la frontière de deux mots.

### Grammaire
La langue parlée suisse allemande suit des règles grammaticales qui varient d'un dialecte à l'autre et ne sont pas codifiées. Il existe des grammaires descriptives ainsi que des dictionnaires, au moins pour les variantes principales tels que le zurichois, le bernois, le bâlois et le lucernois.
Par rapport à celle de l'allemand standard, la grammaire du suisse allemand se caractérise par une certaine simplification morphologique et syntaxique, ce qui a par contre entraîné un ordre des mots plus strict.

#### Conjugaison
Le suisse allemand a quatre temps (futur, présent, passé composé et passé surcomposé). Pourtant, le futur constitue un emprunt de l'allemand standard et il n'est utilisé que rarement dans le discours. Il est généralement remplacé soit par la combinaison du présent avec la particule dä(nn), soit par une périphrase à l'instar du français « je vais faire » / ich gang ga mache. Le passé surcomposé reprend les fonctions syntactiques d'un plus-que-parfait, mais il est généralement évité dans des situations où sa formation est ressentie comme trop lourde. Le prétérit de l'allemand standard est toujours remplacé par le passé composé.
- Ich wird gah = J'irai
- Ich gang go/goge [+ infinitif] = Je vais [aller] (futur proche)
- Ich gange = Je vais
- Ich bi ggange = Je suis allé
- Ich bi ggange gsi = J'ai été allé

Au sujet de la morphologie verbale, on peut mentionner une grande richesse des formes du subjonctif et du conditionnel ; ces formes ne sont souvent pas dérivées de leurs pendants en allemand standard.
Les désinences personnelles suivent le schéma suivant ; surtout au pluriel, il y a des différences entre la Suisse orientale (le zurichois) et la Suisse occidentale (le bernois) :
| Berne         | Zurich      |
| ------------- | ----------- |
| i mache       | i(ch) mache |
| du machsch    | du machsch  |
| är macht      | er macht    |
| mir mache     | mir mached  |
| di(h)r machet | ir mached   |
| si mache      | si mached   |

Dans les Grisons, la terminaison unique pour le pluriel est -nt au lieu de -d, dans certaines régions (surtout en Valais), le pronom personnel de la première personne du pluriel est wir comme en allemand standard, contrairement à la plupart des dialectes suisse-allemands où on dit mir. La forme de politesse était traditionnellement — comme en français — la deuxième personne du pluriel, mais dans la plupart des dialectes, cette forme a cédé la place depuis longtemps au Sie de l'allemand standard. Dans certaines régions, les deux variantes coexistent, et en bernois, la deuxième personne du pluriel est encore aujourd'hui la seule forme de politesse possible.
Le participe passé se forme avec le préfixe g- correspondant au ge- de l'allemand, mais en réalité prononcé comme un k français. La voyelle -e- du préfixe a disparu partout en Suisse alémanique, sauf en Haut-Valais.
La flexion nominale[réf. nécessaire] n'a conservé que très peu de la complexité[réf. nécessaire] de l'allemand standard. En général, les substantifs ne se déclinent pas. Toutefois, les adjectifs en position d'épithète ont conservé quelques traces flexionnelles (la seule forme différente du nominatif est le datif). Les pronoms personnels indépendants se déclinent dans trois cas (nominatif, datif, accusatif), le génitif étant toujours remplacé par von + datif. Il est intéressant de noter qu'en bernois il n'y a que deux cas : le nominatif et le datif.
Comme en allemand standard, l'adjectif en position d'attribut n'est généralement pas accordé avec le substantif auquel il se réfère. Il peut cependant être substantivé, le cas échéant il s'accorde aussi. On dit par exemple plus aisément De Sepp isch e Gschyde au lieu de De Sepp isch gschyd (« Joseph est un intelligent » plutôt que « Joseph est intelligent »). Dans certains dialectes périphériques (Haut-Valais, parties des Grisons), l'adjectif attribut est toujours accordé avec le substantif, comme en français.
Un chapitre relativement difficile pour qui apprend le suisse allemand est celui des pronoms personnels atones — qui se déduisent certes facilement de leurs pendants en allemand standard, mais qui sont souvent suffixés, voire incorporés aux verbes. Pour « Est-ce qu'il le lui a dit ? », un Suisse allemand dira Hätterems gseit? (avec l'accent sur la première syllabe, et les e à peine prononcés). On peut déduire cette forme de l'allemand standard, grammaticalement faux : Hat er ihm es gesagt? ; pourtant, ce complexe verbal suisse-allemand est prononcé comme un seul mot et on ne saurait comment écrire ses éléments séparément.
Les principales différences syntaxiques du suisse allemand par rapport à l'allemand standard sont :
- les possibilités réduites à former des subordonnées (causées par l'existence d'un seul pronom relatif invariable wo (= qui/que) qui remplace les pronoms flexionnels allemands der/die/das ou welcher/welche/welches).
- différentes règles par rapport à l'ordre des mots (par exemple Ich hanem wéle ga hälfe au lieu de Ich wollte ihm helfen gehen = « Je voulais aller l'aider »).

Les règles de l'allemand standard qui décident dans quels cas le verbe se place à la fin sont en gros les mêmes en suisse allemand.

### Vocabulaire et locutions
- Grüezi[9] = Bonjour
  - Grüezi mitenand! (Grüezi zsame!) = bonjour tout le monde !
  - Grüezi wool! = bien le bonjour !
- Uf Wiederluägä[10] = Au revoir
- aaluägä[11] = regarder
- ränne[12] = courir
- Rööschtigraabe = Röstigraben, la barrière de rösti (qui est la frontière culturelle entre la Suisse allemande et la Suisse romande)
- Grabe = fossé
- verussä = dehors
- chörblä = vomir (dégueuler, familier)
- gäled Si? (vouvoiement) gäll? (tutoiement) = N'est-ce pas?
- glettä = repasser
- Donschtig = jeudi
- wüescht = moche
- Schnauz = moustache
- ää! wie gruusig! = Beurk!
- Rüebli = carotte
- Gwand = costume
- schpinnä = devenir fou
- iischlaafe = s'endormir
- biigäwiis = un tas de...
- Finkä = pantoufle
- Schtäckä = bâton
- gumpä = sauter
- huere/hüere = très (le e final est prononcé). Est, littéralement, une dénomination relativement vulgaire pour une prostituée et correspond au français « un putain de », par exemple « une putain de montagne » pour « une très grande montagne ». Peut s'apparenter au « vachement » francophone.
- schüttlä = secouer
- träkig = sale
- graaduus = tout droit (direction)
- vüüre = de l'avant, en avant, équivalent de nach vorne
- Reebock = chevreuil (masculin)
- Reegäiss = chevreuil (femelle)
- Lüüti = sonnette
- Lüüt = gens
- Tropf = goutte
- Buech = livre
- Schätzli = petit trésor
- Chämi = Cheminée
- Chlotz = Bûche
- Er hät Chlötz = Il a du pognon
- Lueg emol! = Regarde-voir !
- Säg emol! = Dis donc !
- mol aaluegä = voyons voir !

### Exemples
Voici la prononciation de quelques mots suisses-allemands de Zurich.
| Mot    | Traduction en allemand | Prononciation en zurichois          |
| ------ | ---------------------- | ----------------------------------- |
| terre  | Erde                   | (~èrdè)                             |
| ciel   | Himmel                 | (~himl [on dit le « h »])           |
| eau    | Wasser                 | (~wasser)                           |
| feu    | Feuer                  | (~füür)                             |
| homme  | Mann                   | (~maa)                              |
| femme  | Frau                   | (~fraou)                            |
| manger | essen                  | (~èsse)                             |
| boire  | trinken                | (~trïnke)                           |
| grand  | gross                  | (~grooss)                           |
| petit  | klein                  | (~chli [en utilisant le Ach-Laut])  |
| nuit   | Nacht                  | (~nacht [en utilisant le Ach-Laut]) |
| jour   | Tag                    | (~tag)                              |